# Limenitis fulica
Limenitis fulica är en fjärilsart som beskrevs av Hans Fruhstorfer 1915. Limenitis fulica ingår i släktet Limenitis och familjen praktfjärilar. Inga underarter finns listade i Catalogue of Life.